# Baranović
Baranović je priimek več oseb:
- Balbina Battelino Baranovič (1921–2015), slovenska gledališka režiserka
- Bruno Baranovič (1941–2003), igralec (nečak Balbine)
- Krešimir Baranović (1894–1975), hrvaško-srbski skladatelj, dirigent in akademik